# Michael J. Sullivan (pisarz)
Michael J. Sullivan (ur. 17 września 1961 w Detroit) – amerykański pisarz fantasy i science-fiction, najbardziej znany ze swojego cyklu fantasy Odkrycia Riyrii. Zakontraktowano jego prace na tłumaczenia na siedemdziesiąt pięć języków. Jego książki znalazły się na listach bestsellerów takich pism jak „The New York Times”, „USA Today” czy „The Washington Post”.  Na język polski zostały przetłumaczone takie jego cykle jak Kroniki Riyrii czy Legendy Pierwszego Imperium.